# Distrito de Szekszárd
El distrito de Szekszárd (húngaro: Szekszárdi járás) es un distrito húngaro perteneciente al condado de Tolna.
En 2013 su población era de 59 412 habitantes. Su capital es Szekszárd, que también es la capital del condado.

## Municipios
El distrito tiene 2 ciudades (en negrita), una de ellas con estatus de ciudad de derecho condal (la capital Szekszárd), un pueblo mayor (en cursiva) y 14 pueblos (población a 1 de enero de 2013):
- Alsónána (731)
- Alsónyék (755)
- Báta (1742)
- Bátaszék (6380)
- Decs (3843)
- Harc (898)
- Kistormás (342)
- Kölesd (1515)
- Medina (769)
- Őcsény (2365)
- Pörböly (558)
- Sárpilis (670)
- Sióagárd (1236)
- Szálka (588)
- Szedres (2284)
- Szekszárd (33 599) – la capital
- Várdomb (1137)